# Zapatas Bande
Zapatas Bande is een Duitse speelfilm uit 1914. De hoofdrol wordt vertolkt door de Deense Asta Nielsen. De regie was in handen van Urban Gad, de toenmalige echtgenoot van Asta Nielsen. De productiemaatschappij was het Duitse PAGU.

## Verhaal
In deze komedie wordt een filmploeg naar Italië gestuurd om daar een zigeunerdrama op te nemen. Bij de eerste opname overvalt de groep acteurs, uitgedost als roversbende, per ongeluk een echte koets in plaats van de filmkoets die staat te wachten.
De passagiers van de koets, gravin De Bellafoire en haar dochter Elena, denken dat ze door een echte roversbende worden overvallen. De dochter is zo onder de indruk van de leider van de bende (gespeeld door Asta Nielsen) dat ze "hem" op de mond kust.
In de verdere film wordt fictie en werkelijkheid voortdurend door elkaar gehaald. De echte roversbende vindt de kleding van de acteurs en gebruikt deze om ongemerkt de streek te ontvluchten. Hierdoor zijn de acteurs genoodzaakt om in de roverskleding naar het nabij gelegen dorp te gaan waardoor de bevolking in paniek wegvlucht. Asta Nielsen wordt herhaaldelijk belaagd door de verliefde dochter van de gravin, die blijft denken dat zij de knappe rovershoofdman is.

## Rolverdeling
| Acteur                | Personage |
| --------------------- | --------- |
| Asta Nielsen          |           |
| Fred Immler           |           |
| Senta Eichstaedt      |           |
| Adele Reuter-Eichberg |           |
| Mary Scheller         |           |
| Hans Lanser-Rudolf    |           |
| Carl Dibbern          |           |
| Max Agerty            |           |
| Ernst Körner          |           |
| Eric Harden           |           |
| Max Landa             |           |